# Litomyšl-Město
Litomyšl-Město je část města Litomyšl v okrese Svitavy. V roce 2009 zde bylo evidováno 1071 adres. V roce 2001 zde trvale žilo 6435 obyvatel.
Litomyšl-Město leží v katastrálním území Litomyšl o výměře 9,5 km2.